# Pu Lieping
Pu Lieping (xinès simplificat: 卜列平, pinyin: Bǔ Lièpíng; Chengdu, 1959) és un cal·lígraf i artista xinès.
Provinent d'una família de la intel·liguèntsia de la Xina maoista, va patir la repressió de la Revolució Cultural. A partir dels 10 anys, comença a practicar la cal·lígrafia, en part per rebre comparacions poc afalagoses amb altres persones. A partir del 1980 comença a rebre lliçons de Bai Yunshu, referent local, i a l'edat de 22 anys ja estava entre els millors cal·lígrafs de la província de Sichuan. A finals de la dècada del 1990 participa a diverses conferències sobre el futur de la cal·ligrafia xinesa moderna.
El seu art és un exponent de l'assimilació d'estils, ja que obres com Works Like Dreams s'assemblen més a pintures surrealistes que a treballs de cal·ligafia xinesa. També ha utilitzat cal·lígrafia japonesa en els seus treballs, i se li han trobat semblances amb l'obra de Joan Miró. El 2002 participa en una exposició col·lectiva al British Museum, i el 2012 va exposar a l'IVAM de València, juntament amb Gu Gan.